# Håverud
Håverud é uma pequena localidade da província da Dalsland, na região da Gotalândia. Pertence a comuna de Mellerud, no condado da Västra Götaland.
Segundo censo de 2005, tinha 124 residentes. Está a 15 quilômetros a norte da cidade de Mellerud. É famosa por seu aqueduto - Håverudsakveduten.